# Yusuke Tasaka
Yusuke Tasaka (Hiroshima, 9 juli 1985) is een Japans voetballer.

## Carrière
Tasaka speelde tussen 2007 en 2012 voor Kawasaki Frontale. Hij tekende in 2012 bij Bochum.
1 Riemann ·
2 Gamboa ·
3 Soares ·
4 Mašović ·
5 Bernardo ·
6 Osterhage ·
7 Stöger ·
8 Losilla  ·
9 Paciência ·
10 Förster ·
11 Asano ·
13 Daschner ·
14 Oermann ·
15 Passlack ·
18 Osei-Tutu ·
19 Bero ·
20 Ordets ·
21 Esser ·
22 Antwi-Adjei ·
23 Thiede ·
24 Pannewig ·
25 Tolba ·
27 Kwarteng ·
29 Broschinski ·
30 Römling ·
31 Schlotterbeck ·
32 Wittek ·
33 Hofmann ·
39 Mousset ·
41 Loosli ·
Coach: Letsch
· Assistent-coach: Fießer